# Ewa Bieńkowska

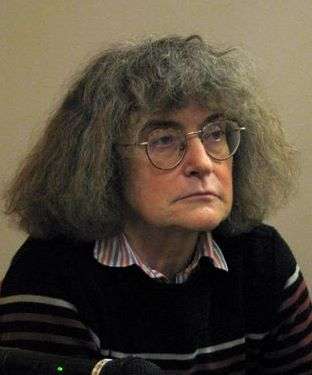
Ewa Bieńkowska (2009)

Ewa Bieńkowska (* 13. September 1943 in Warschau) ist eine polnische Essayistin, Literaturhistorikerin, Prosaschriftstellerin und Übersetzerin. Sie ist die Tochter des Publizisten und Politikers Władysław Bieńkowski.

## Leben
Bieńkowska besuchte von 1957 bis 1961 das Gymnasium in Warschau. Nach dem Abitur studierte sie Romanistik an der Universität Warschau, wo sie 1966 den Magister erwarb. Anschließend nahm sie ein Promotionsstudium auf und promovierte 1970 mit der Arbeit Poezja i tradycja w „Tygodnikach“ Guillaume’a de Salluste du Bartas. In den folgenden Jahren publizierte sie Essays, Rezensionen und Übersetzungen. Sie wurde 1975 als wissenschaftliche Mitarbeiterin an der Katholischen Universität Lublin angestellt und gab dort bis 1981 Vorlesungen über französischen Literatur und Kulturtheorie. Sie habilitierte mit der Arbeit W poszukiwaniu królestwa człowieka. Niemiecka utopia sztuki od Kanta do Tomasza Manna an der Polnischen Akademie der Wissenschaften. Danach arbeitete sie von 1982 bis 1987 an der Universität Avignon. Von 1999 bis zu ihrer Emeritierung 2013 war sie Professorin am Institut für Polnische Philologie der Kardinal-Stefan-Wyszyński-Universität in Warschau.
Sie wohnt in Versailles.

## Publikationen
- Dwie twarze losu: Nietzsche – Norwid, 1975
- W poszukiwaniu królestwa człowieka. Utopia sztuki od Kanta do Tomasza Manna, 1981
- Dane odebrane, 1985
- Co mówią kamienie Wenecji, 1999
- Spór o dziedzictwo europejskie, 1999
- Pisarz i los. O twórczości Gustawa Herlinga-Grudzińsiego, 2002
- W ogrodzie siemskim. Książka o Miłoszu, 2004
- Michał Anioł – nieszczęsliwy rzymianin, 2009
- Spacery po Rzymie, 2010
- Dom na Rozdrożu, 2012
- Historie florenckie. Sztuka i polityka, 2015

## Übersetzungen
- Paul Ricœur: Egzystencja i hermeneutyka. Rozprawy o metodzie, 1975
- Maurice Merleau-Ponty: Proza świata. Eseje o mowie, 1976
- Michel Philibert: Paul Ricœur, czyli wolność na miarę nadziei, 1976

## Auszeichnungen
- 1977: Kościelski-Preis